# Житомирский ремонтный завод радиотехнического оборудования
Житомирский ремонтный завод радиотехнического оборудования "Луч" (укр. Житомирський ремонтний завод радіотехнічного обладнання "Промінь") — предприятие военно-промышленного комплекса Украины.

## История
После провозглашения независимости Украины завод перешёл в ведение министерства обороны Украины.
В 1999 году завод был внесён в перечень предприятий военно-промышленного комплекса Украины, освобождённых от уплаты земельного налога (в это время размер заводской территории составлял 595 га).
23 апреля 2003 года Кабинет министров Украины предоставил заводу право самостоятельной реализации продуктов утилизации военного имущества вооружённых сил Украины на внутреннем рынке Украины.
По состоянию на начало 2008 года, завод имел возможность:
- производить ракеты 5Я23, 20Д, 5В27[1]
- модернизировать автоматизированные системы управления 5К58 и 5Д91, радиолокационные станции 5Н84А[1]
- выполнять капитальный ремонт зенитно-ракетных комплексов С-75 и С-125[1]
- выполнять ремонт имитационного оснащения 5Г98 ("Аккорд-75/125"); наземного технологического оснащения 5Ю24, 5Т82, 5Л22А, 8ТЗ11; блоков зенитно-ракетного комплекса С-300; наземного радиолокационного оборудования 75Э6, 73Э6[1]
- оказывать услуги военно-технического назначения: командировать бригады специалистов по ремонту, советников и экспертов; разрабатывать и изготавливать оснащение для ремонта оборудования[1]

После создания в декабре 2010 года государственного концерна «Укроборонпром», завод вошёл в состав концерна.